# Corpus Christi en La Villa de Los Santos
Las celebraciones del Corpus Christi en la Villa de Los Santos, tienen vigencia desde los tempranos días de la colonia. Aunque se trata de una fiesta religiosa, las celebraciones en esta localidad tienen también un carácter folclórico, al combinar la tradicional procesión con danzas y costumbres locales. La Asociación Rescate de Danzas "Miguel Leguízamo" ha promovido la conservación de estas tradiciones y el estudio de sus orígenes. En 2021, estas celebraciones, junto con las de Parita,  fueron incluidas como Patrimonio cultural inmaterial por la UNESCO.
La Villa de Los Santos, mantiene una historia interesante desde mucho antes de su fundación, ya que hacia 1515, el Licenciado Gaspar de Espinoza visitó por primera vez las tierras santeñas que durante la colonia fue Alcaldía Mayor y depositaria de alguna riqueza colonial, cuando la tomó el pirata inglés Townley. Para el siglo XVII se establecieron varias familias españolas procedente de Natá de los Caballeros y existen datos de que en 1589 se da una migración de santeños hacia el sur de la península de Azuero, dando como resultado la fundación de nuevas poblaciones tales como Las Tablas, Pocrí, Pedasí entre otras.
La Villa de Los Santos en la actualidad se constituye como una de las ciudades donde la conservación de los elementos raizales y tradicionales, como lo es el caso del Corpus Christi es de suma importancia en la vida de la comunidad. Estos son algunos de los aspectos más conocidos sobre las primeras manifestaciones de esta festividad religiosa en las tierras santeñas.
La introducción de los aspectos religiosos cobró mayor fuerza en la Villa de Los Santos, cuando se levanta el templo que en su fachada principal dice: “Se remató esta portada en el año de 1782 siendo vicario el Sr. Dn Joachim de Villaran y Mayordomo el Sr. Dn José Escolar. Una demostración clara que desde la fundación de La Villa de Los Santos (1569) hasta la instalación del templo (1782) pasan varios años en los que la catequización debió haberse dado sin una estructura hasta el levantamiento de lo que es hoy día la Iglesia de San Atanasio de la Villa de Los Santos.
La Iglesia donde entonces se constituye en el más importante baluarte de la fe de los santeños y es cuando las celebraciones del Corpus Christi toman mayor celebridad en tiempos de la colonia, sin duda alguna, se instituyen las manifestaciones que en ese entonces han de darle características especiales al Corpus Christi.
Para esa época la Iglesia católica Universal en su inquietud de captar adeptos al cristianismo, utilizó formas de teatro profano en los templos de toda Europa y por ende en España, costumbre que se trajo a América y sin duda alguna encontró su asiento en la Villa de Los Santos y es precisamente en el festejo del Corpus Christi donde se introdujeron danzas y oficios propios de la comuna santeña, en el caso de algunas representaciones de Autos Sacramentales que aún tienen vigencia como la lucha entre el bien representada por el Arcángel San Miguel y el Demonio representado por el Diablo Mayor.
Se celebra a finales del mes de junio.
En La Villa de Los Santos, con el correr de los años estas celebraciones han tomado forma a través de un ciclo festivo que inicia con la Víspera de la Santísima Trinidad, donde una representación teatral tiene su significado con lo que se denomina El diablo encueta’o que marca el inicio de todo el ciclo religioso – tradicional. Estas representaciones teatrales se han dado a través de los años con la participación de la llamadas diabladas cuyos máximos exponentes son los Diablicos Sucios que representan una pantomima del mal o sea el demonio que trataba de asustar y amedrentar a los incrédulos de las cosas de la iglesia, celebrándose el sábado previo a la celebración de la Santísima Trinidad.
Luego, el siguiente miércoles se celebra La Víspera de Corpus con una representación teatral, ahora con otra forma de diablos demonios “Grandiablo o Diablicos Limpios”, quienes “cuartean” el Sol, dividiéndose el Astro Rey en cuatro partes como representación del dominio total del Mundo. A las doce del mediodía de cada día, se dan estas representaciones que han sido trasmitidas a través de la tradicional oral. Seguida la noche de la víspera del Corpus, no se duerme y la gente trasnocha entre juergas, cantores y juglares, hasta que aproximadamente al amanecer todos van en busca de El Torito, una de las danzas que tiene representación en estas festividades y ya es precisamente el gran día El Jueves de Corpus Christi cuando se inicia a las 10:00 de la mañana la tradicional Misa de Corpus Christi con representaciones dentro del templo y luego La Procesión del Corpus Christi donde el Santísimo Sacramento desde el Altar recorre algunas calles del pueblo, donde se han dispuesto altares y alfombras de flores para recibir la visita del Santísimo y Danzas tradicionales acompañan esta procesión.
Ocho días después se celebra La Octava de Corpus, donde la liturgia se basa en el festejo de la última novena y Salve dedicada al Sagrado Corazón de Jesús. En este día se cuentan con representaciones teatrales en las plazas y calles para celebrar al siguiente día El Día del Sagrado Corazón de Jesús, cerrando de esta manera el ciclo religioso – tradicional-.
En la Villa de Los Santos se han incorporado en los últimos años, las presentaciones de las danzas folclóricas en un día dedicado al Turismo, el cual no forma parte de este ciclo y más adelante la mujer santeña sobresale en estas representaciones que han tenido desde sus inicios, el mismo principio del teatro griego, donde eran sólo los hombres quienes podían representar las danzas. La mujer participa con un toque de gracia, en un día exclusivamente dedicado a ella.
Este Ciclo religioso tradicional del Corpus Christi basa sus principales fundamentaciones en la liturgia cristiana y con el correr del tiempo se le han adicionado manifestaciones que en un principio fueron introducidas para la catequización, éstas han quedado arraigadas en la memoria patrimonial del pueblo que aún conservan vigencia colectiva y socializada, transmitida de generación en generación, a través de la tradición oral de forma empírica, cuya función ha sido inalterable, ubicables en su medida y modificable según las consecuencias del propio pueblo que la produce.
Con el objetivo de catequesis para la religión cristiana, la Iglesia católica introdujo algunas formas de teatro con representaciones dentro del los templos, Autos Sacramentales que al cumplir su misión fueron trasladadas del interior de las iglesias, al atrio, posteriormente a las plazas y por último a las calles. En La Villa de Los Santos, las representaciones que se dieron en el interior de la iglesia, corrieron el mismo proceso y se convirtieron en Danzas Folclóricas a través del tiempo. Todas ellas constituyen un legado indiscutible cuyas formas fueron modificadas por la colectividad. De las que han sobrevivido a través de los años y que perviven en las memorias del pueblo de hoy día, existen controversias entre algunos investigadores que señalan que los Autos Sacramentales representados en las iglesias, solamente tocaban temas de Nacimientos, los Misterios y la Adoración de los Reyes Magos. El patrimonio cultural y natural que representan las Danzas del Corpus Christi en la Villa de Los Santos, son sin duda el resultado de este sincretismo religioso – popular que ha ocasionado que persistan hasta nuestros días, las representaciones de danzas relacionadas con diferentes temas religiosos, de trabajo, históricos, pantomimas, entre otros.
Muy poca documentación ha sido encontrada que trate sobre la incorporación de representaciones teatrales dentro de los templos, donde el tema del diablo y las tentaciones, sea el cometido principal, sin embargo se conocen datos de estas representaciones en eventos como la coronación de la reina Sibilla de Fortía en 1380, en Nápoles se da otra representación en 1493 y por vez primera se mencionan las festividades de Corpus, donde estas representaciones se dieron en 1494 en Barcelona. Más adelante hay referencias de éstas representaciones en Tarragona en 1601, 1612 y 1695. La incorporación de estas representaciones en América se concretan a todo el proceso de catequesis que la Iglesia Católica tuvo que realizar durante la colonización española y que luego se propagó por el Nuevo Continente, creando formas diversas en puntos geográficamente distintos como lo son Oruro en Bolivia, Yare en Venezuela, Santo Domingo en República Dominicana y en Panamá. Cabe señalar que existen en nuestro país formas diversas de estas diabladas y en La Villa de Los Santos se conocen y mantienen vigencia actual dos formas de diabladas específicas y claras, una con pantomima y la otra dialogada.

## Danza
Las celebraciones del Corpus Christi en La Villa de Los Santos, tienen vigencia desde los tempranos días de la colonia. Al celebrarse cada año esta festividad religiosa-tradicional, muchos son los cuestionamientos sobre todo lo que ella encierra y su relación directa: Iglesia (Religión)-Tradición (Pueblo) como legado folclórico, el caso de las danzas y las costumbres que por muchísimo tiempo se han conservado en las mismas.
Actualmente estas festividades mantienen sus características, tal y como han sido transmitidas a través de la tradición oral y es gracias a la Asociación Rescate de Danzas “Miguel Leguízamo”, integrada por un dinámico grupo de santeños, que éstas manifestaciones han tomado un gran realce en los últimos años, puesto que se ha investigado de manera científica y especializada bajo los preceptos de la folklorología, se ha recopilado información y hechos, para luego aplicarlos hacia una reactivación donde se puedan conservar, promover y cultivar éstas manifestaciones, al igual que lograr la difusión de las mismas, a través de diversos medios, con expectativas de informar y educar como Patrimonio Cultural y Natural que preserva nuestra querida Villa de Los Santos que se ha convertido en un relicario sagrado de las más rancias tradiciones.
La Villa de Los Santos, mantiene una historia interesante desde mucho antes de su fundación, ya que hacia 1515, el Licenciado Gaspar de Espinoza visitó por primera vez las tierras santeñas que durante la colonia fue Alcaldía Mayor y depositaria de alguna riqueza colonial, cuando la tomó el pirata inglés Townley. Para el siglo XVII se establecieron varias familias procedentes de Natá de los Caballeros y existen datos de que en 1589 se da una migración de santeños hacia el sur de la península de Azuero, dando como resultado la fundación de nuevas poblaciones tales como Las Tablas, Pocrí, Pedasí entre otras.
La Villa de Los Santos en la actualidad se constituye como una de las ciudades donde la conservación de los elementos raizales y tradicionales, como lo es el caso del Corpus Christi es de suma importancia en la vida de la comunidad.
La introducción de los aspectos religiosos cobró mayor fuerza en la Villa de Los Santos, cuando se levanta el templo que en su fachada principal dice: “Se remató esta portada en el año de 1782 siendo vicario el Sr. Dn Joachim de Villaran y Mayordomo el Sr. Dn José Escolar. Una demostración clara que desde la fundación de La Villa de Los Santos (1569) hasta la instalación del templo (1782) pasan varios años en los que la catequización debió haberse dado sin una estructura hasta el levantamiento de lo que es hoy día la Iglesia de San Atanasio de la Villa de Los Santos.
La Iglesia donde entonces se constituye en el más importante baluarte de la fe de los santeños y es cuando las celebraciones del Corpus Christi toman mayor celebridad en tiempos de la colonia, sin duda alguna se instituyen las manifestaciones que en ese entonces han de darle características especiales al Corpus Christi.
Para esa época la Iglesia católica Universal en su inquietud de captar adeptos al cristianismo, utilizó formas de teatro profano en los templos en toda Europa y por ende en España, costumbre que se trajo a América y sin duda alguna encontró su asiento en la Villa de Los Santos y es precisamente en el festejo del Corpus Christi donde se introdujeron danzas y oficios propios de la comuna santeña, en el caso de algunas representaciones de Autos Sacramentales que aún tienen vigencia como la lucha entre el bien representada por el Arcángel San Miguel y el Demonio representado por el Diablo Mayor.
En La Villa de Los Santos, con el correr de los años estas celebraciones han tomado forma a través de un ciclo festivo que inicia con la Víspera de la Santísima Trinidad, donde una representación teatral tiene su significado con lo que se denomina El diablo encueta’o que marca el inicio de todo el ciclo religioso – tradicional. Estas representaciones teatrales se han dado a través de los años con la participación de la llamadas diabladas cuyos máximos exponentes son los Diablicos Sucios que representan una pantomima del mal o sea el demonio que trataba de asustar y amedrentar a los incrédulos de las cosas de la iglesia, dándose un día antes de la celebración de la Santísima Trinidad que cada año cae sábado.
Luego el siguiente miércoles se celebra La Víspera de Corpus con una representación teatral, ahora con otra forma de diablos demonios “Grandiablo o Diablicos Limpios”, quienes “cuartean” el Sol, dividiéndose el Astro Rey en cuatro partes como representación del dominio total del Mundo. A las doce de mediodía de cada día se dan estas representaciones que han sido trasmitidas a través de la tradicional oral. Seguida la noche de la víspera del Corpus, no se duerme y la gente trasnocha en juergas y cantores, juglares hasta que aproximadamente al amanecer todos van en busca de El Torito, una de las danzas que tiene representación en estas festividades y ya es precisamente el gran día El Jueves de Corpus Christi cuando se inicia a las 10:00 de la mañana la tradicional Misa de Corpus Christi con representaciones dentro del templo y luego La Procesión del Corpus Christi donde el Santísimo Sacramento del Altar recorre algunas cales del pueblo donde se han dispuesto altares y alfombras de flores para recibir la visita del Santísimo y las Danzas tradicionales acompañan esta procesión.
Ocho días después se celebra La Octava de Corpus donde la liturgia se basa en el festejo de la última novena y salve dedicada al Sagrado Corazón de Jesús, en este día se cuentan con representaciones teatrales en las plazas y calles para celebrar el siguiente día El día del Corazón de Jesús, cerrando de esta manera el ciclo religioso–tradicional.
En la Villa de Los Santos se han incorporado en los últimos años las presentaciones de las danzas folclóricas en un Día dedicado al Turismo, el cual no forma parte de este ciclo y más adelante la mujer santeña sobresale en esta representaciones que han tenido desde sus inicios el mismo principio del teatro griego, donde sólo los hombres podían representar las danzas. La mujer participa con un toque de gracia en un día exclusivamente dedicado a ella.
Este ciclo religioso tradicional del Corpus Christi se basa en la liturgia cristiana y con el correr del tiempo se le han adicionado manifestaciones que en un principio fueron introducidas para la catequización. Estas han quedado arraigadas en la memoria patrimonial del pueblo y que aún conservan vigencia colectiva y socializada, transmitida de generación en generación a través de la tradición oral de forma empírica cuya función ha sido inalterable, ubicables en su medida y modificable según las consecuencias del propio pueblo que la produce.
Con el objetivo de catequesis para la religión cristiana, la Iglesia católica introdujo algunas formas de teatro con representaciones dentro del los templos, Autos Sacramentales que al cumplir su misión fueron trasladadas del interior de las iglesias, al atrio, posteriormente a las plazas y por último a las calles. En La Villa de Los Santos, las representaciones que se dieron en el interior de la iglesia, corrieron el mismo proceso y se convirtieron en Danzas Folclóricas a través del tiempo. Todas ellas constituyen un legado indiscutible cuyas formas fueron modificadas por la colectividad. Aunque existen controversias entre algunos investigadores que señalan que loa Autos representados en las iglesias, solamente tocaban temas de Nacimientos, los Misterios y la Adoración de los Reyes Magos. El Patrimonio cultural y natural que representan las Danzas del Corpus Christi en la Villa de Los Santos, son sin duda el resultado de este sincretismo religioso – popular que ha logrado que persistan hasta nuestros días las representaciones de Danzas relacionadas con diferentes temas, tales como religiosos, de trabajo, históricos, pantomimas, entre otros.
Muy poca documentación ha sido encontrada sobre la incorporación de representaciones teatrales dentro de los templos donde el tema del diablo y las tentaciones sea el cometido principal. Sin embargo se conocen datos de estas representaciones en eventos como la coronación de la reina Sibilla de Fortía en 1380, en Nápoles se da otra representación en 1493 y por vez primera se mencionan las festividades de Corpus, donde estas representaciones se dieron en 1494 en Barcelona. Más adelante hay referencias de éstas representaciones en Tarragona en 1601, 1612 y 1695. La incorporación de estas representaciones en América se concretan al proceso de catequesis que la Iglesia Católica tuvo que realizar durante la colonización española y su propagación por el Nuevo Continente, creando formas diversas en puntos geográficamente distintos como lo son Oruro en Bolivia, Yare en Venezuela, Santo Domingo y en Panamá. Existen en nuestro país diversas formas de estas diabladas y en La Villa de Los Santos se conocen y mantienen en vigencia actual, dos formas de diabladas específicas y claras, una con pantomima y la otra dialogada.

### Danza de los Diablicos Sucios
Esta forma de diablada puede considerarse como la más antigua que pudo haber surgido, ya que los rasgos que presenta esta manifestación, incluyen una pantomima especial sobre acecho del diablo hacia las almas puras, a través de mímicas a las que se le fueron incorporando música, pasos, movimientos, coreografía, entre otros elementos. Si tratamos de esclarecer los orígenes de esta manifestación, los diablicos sucios carecen de lenguaje por lo que podemos asegurar de que esta pantomima sirvió de acecho a los nuevos devotos de la fe cristiana como reemplazo de una regla que sirviera para comunicarse, determinando así un personaje “sucio”, amedrentador, al cual debían de temer puesto que representaba al Rey de las Tinieblas, Satanás, el mismo Diablo, elemento que era totalmente opuesto a las enseñanzas de Dios, que la Iglesia Católica representaba y que abrazaba a los nuevos creyentes de esta religión. Esta representación de diabladas o diablos sirve entonces para los fines de catequización y más adelante con el establecimiento del idioma español, aparece la otra forma de diablos en una representación entre el bien y el mal. Pero esto no es una danza espiritual ya que fue creada por hombres ..
La Danza de Diablico Sucio puede considerarse como la más antigua tradición o representación en las celebraciones de Corpus Christi en La Villa de Los Santos y con el tiempo se le incorporaron elementos claramente hispánicos como el castañuelo, el repique de pie o zapateo y el acompañamiento musical con la mejoranera, además de una coreografía que se constituyó como elemento esencial en las otras danzas que fueron surgiendo con el correr del tiempo. La historia de esta danza nos señala que en principio el atuendo utilizado respondía a un vestido de color liso al que se le agregaban rayas negras pintadas con carbón y rayas rojas pintadas con achiote, que al mezclarse con el sudor del actor tomaba una apariencia totalmente “Sucia” y de allí su determinación como Diablico Sucio con la que hoy día se conoce. La danza de Diablico Sucio que ha persistido en La Villa de Los Santos se ha desarrollado en el tiempo con una plasticidad modificable de algunos aspectos que la propia colectividad y funcionalidad han permitido.
Hoy día se conocen de esta danza, diferentes tipos de ritmos o bailes de la propia danza de los cuales podemos señalar:
Paseo de calle
Se le denomina así a la música y al paso que se utiliza para “danzar” en el recorrido que la misma hace por las calles en su traslado de un escenario a otro donde representarán los componentes totales de la danza que estos pueden ser:
Baile del diablico
Este es el baile propiamente dicho del diablico por su ritmo y sus componentes, es el primero que se ejecuta al llegar a los diferentes escenarios (salas de las residencias) donde se representará la danza. El mismo consta de una coreografía que en los otros ritmos se repite igual, cuya estructura responde a:
- Paseo
- Vuelta Afuera
- Vuelta Adentro
- Cadenas
- Cruce
- Vuelta en Redondo
- Cruce (nuevamente)
- Remate o Final

Hoy día el orden ha variado según los propios danzantes y por las condiciones en que se presentan, ya que se omiten algunos pasos y se simplifica la danza.
Baile de mejorana del diablico
Cabe señalar que esta forma de ritmo o de baile corresponde a la tradición popular panameña, que tiene que ver con el toque, o el canto o el baile de la mejorana (son que proviene de la guitarra con el mismo nombre) y que se ha adaptado a las manifestaciones del diablico santeño como sincretismo cultural que ha tomado su forma o variante precisamente en La Villa de Los Santos. El ritmo que señalamos anteriormente lo ejecutan todos los participantes de la danza o agrupación, mientras que la mejorana del diablico es un baile de “solista”. Al son del ritmo de la mejorana el ejecutante repica en zapateo los pies, en acorde rítmico con las castañuelas, haciendo una demostración plena de destreza y habilidad que emociona a quienes presencian la misma. La mejorana del diablico se ha constituido en una importante ejecución de esta danza.
La cumbia del diablico
Las voces de origen africano Cumba, Cumbembe, Cumbié y que derivaron en el término Cumbia, sin duda alguna determinan un tipo de ritmo que en América se hizo Patrimonio Cultural y por ende en Panamá se le denomina a un ritmo musical específico. La Danza de Diablicos en La Villa de Los Santos, no escapa de esta influencia que hoy día mantiene en su repertorio de ritmos a La Cumbia de Diablicos Sucios, ritmo o baile que tiene similitud con la mejorana del diablico y que se representa una variación donde el repique de zapateo con los píes, en concordancia rítmica con el “castañueleo” al son de este ritmo particular ejecutado con guitarra, determina este baile de “solista” que ha tomado su forma muy particular en esta Danza de Diablicos Sucios en La Villa de Los Santos.
El Toletón
Dentro del repertorio de la Danza de Diablicos Sucios en La Villa de Los Santos, es considerado como un baile de gala. El Toletón se ejecuta en grupo, con un ritmo lento y ceremonial donde el diablico se luce con mucho garbo y donaire majestuoso. Esta composición rítmica consta de la coreografía que presenta la danza como parte esencial de la misma, descrita en el baile del diablico sucio. Puede señalarse como dato importante que el ritmo del Toletón es casi un compás suave y atravesado.
En La Villa de Los Santos es muy común ver en la actualidad un gran despliegue de Conjuntos o Agrupaciones de diablicos. Precisamente grupos de Danzas de Diablicos que con el correr del tiempo se han conformado. Se recuerda la danza de diablicos de Carlos Correa (Q E P D), la de Moisés González, la Danza de Moisés “Monchi” Espino, la de Diógenes Paz, la de los hermanos Quintero, la de la maestra Lucía Vásquez, que han surgido como fruto espontáneo de la tradición, ya que subsisten a través del esfuerzo propio sin tener dependencia de gestión oficial o de la Asociación que hoy día rige las Danzas de Corpus, lo que hace más valioso el aporte de estas danzas a la conservación de las manifestaciones del Corpus Christi hoy día en La Villa de Los Santos.

### Danza de Diablicos Limpios o Grandiablo
Hablar en primer término de Danza de Diablicos Sucios como forma más antigua de las llamadas diabladas que participan del Corpus Christi en La Villa de Los Santos, nos lleva ahora a mencionar algunos aspectos de la otra forma que se conoce, como la Danza de los Diablicos Limpios o Grandiablo, ya que la primera se deduce que como es forma pantomima vino antes que el idioma español y que posteriormente con la lengua se dio la variante hablada que es la de los Diablicos Limpios.
Ya hemos determinado aspectos que hablan de noticias de las primeras representaciones de diabladas, en especial las que tienen que ver con las luchas entre el bien, representado por el Arcángel San Miguel y el mal donde un Diablo capitanea una banda de demonios, inclusive con la presencia de una diablesa.
Esta connotación de representación teatral acerca de este grupo de diablos, es lo que encierra la danza de los Diablicos Limpios y nos referimos a más información que señala Julio Arosemena Moreno en su estudio sobre el tema
Muy poco se conoce a fondo de la introducción de estas representaciones en las fiestas de Corpus en La Villa de Los Santos y se relacionan los detalles que se han investigado sobre esta incorporación en América, y por ende en La Villa, donde claramente las representaciones que sobrevivieron nos señalan toda una representación de la lucha por un alma en pena, donde el Diablo Mayor acompañados por una comparsa de diablos, verbalmente contra San Miguel Arcángel exponen razones de ambas partes una el bien, la otra el mal, camino que debe decidir el alma, finalizando la farsa con la victoria del Angel
La coreografía que presenta esta danza es igual a la de los diablicos sucios, compuesta por elementos tales como:
- Danza
- Vuelta Afuera
- Vuelta Adentro
- Cadenas
- Cruce
- Vuelta en redondo
- Incluyese a esta los saltos para decir versos
- Torre
- Remate o final

Existen otros elementos de las danzas que requieren un tratamiento especial, como lo es el caso de las máscaras, en el que la particularidad de las mismas en La Villa de Los Santos se concreta a representar una figura de Diablo Hombre, mientras que existen variantes en otras partes del país. En Chitré por ejemplo la figura es representada a través de diablo animal. La indumentaria de estas danzas consiste generalmente en pañuelos de colores con cascabeles y aditamentos especiales a los diablos de mayor rango como alas negras, espejos, coronas, bastones, zapatos o “chinelas” de dos tonos entre otros. La música es ejecutada por el “pito y un tambor sonado con un palo. Cabe mencionar que la Danza de los Diablicos Limpios o Grandiablo tiene una participación importante en la Víspera del Corpus Christi, piden permiso al ángel para que los demonios ingresen al recinto sagrado o sea la Iglesia.
Si analizamos el texto literario de la danza, podemos profundizar un poco más, pero ello requiere un estudio especializado que a la actualidad no se ha concretado; pero en relación con ello la Asociación Rescate de Danzas ha trabajado en los últimos años por rescatar efectos que con el correr del tiempo y por la misma tradición oral se ha ido deformando, tal es el caso de que se decía en uno de los versos cuando el ángel le muestra la sagrada cruz al diablo:
“habrá quien me parta el queso y podré llegar a la mesa”
Al no encontrar relación con el temor que muestra el diablo por la cruz, la Asociación investigó para llegar a una relación coherente y concluyó que la frase original se había deformado por su transmisión oral de generación en generación y de que esta frase respondía al castellano antiguo “a questo” que significa: de esto de aquello. “de aquesto” rescatando entonces la frase original que decía:
“habrá quien me aparte de aquesto y podré llegar a la mesa”

### Danza de la Montezuma Española
De las danzas que participan en las celebraciones de Corpus Christi, características específicas que nos ayuden a formalizar un esquema o guía clasificatoria, estableciendo un principio diabladas, responden a las formas de teatro utilizadas por la iglesia católica y luego las danzas que tienen relación directa con lo religioso en el sentido de que muchas de ellas fueron adaptadas al servicio eclesiástico en especial, donde la alabanza a lo divino se hace presente. De estas danzas de oficios religiosos, encontramos una que narra el encuentro del Rey Montezuma y su rendición a Hernán Cortez a favor de Dios y Santa María, lo que señala claramente la disposición de la historia al servicio divino, aunque los hechos ocurridos verdaderamente estén alejados de lo que esta danza refleja. Una de estas danzas es la de la Montezuma Española que en la tradición actual se lleva a cabo dentro del Corpus Christi.
La Danza de la Montezuma Española de La Villa de Los Santos es uno de los más preciados legados que durante la celebración del Corpus Christi ha mantenido vigencia. Tratando de establecer sus orígenes, esta manifestación consiste claramente en una representación teatral y sobre ello Julio Arosemena Moreno en sus estudios señala, que en Tlaxcala, México se representaron “autos” y obras teatrales tales como “La Conquista de Rodas” y “La Destrucción de Jerusalén” en el año 1539 y señala presencia del Corpus Christi en estas representaciones basado en “Los coloquios espirituales y sacramentales” de Fernán González de Eslava, México 1877, además de citar los datos del dominicano Pedro Henrríquez Ureña en el estudio “El Teatro de la América Española en la Época Colonial” donde se refiere textualmente:
“Y en estos pueblos he visto, sobre tablas de tipo medieval en las plazas, danzas de moros y cristianos o de la conquista de América. En la sierra del Perú se ve todavía entre los indios la danza coral de la prisión y muerte de la Atahualpa. Hasta las Antillas, en la ciudad de Santo Domingo, sobrevivía hasta 1900 una danza tradicional sobre la conquista de México, la Danza de los Montezumas”
Tratando de establecer entonces una posible relación de los orígenes de esta danza en América, encontramos estos señalamientos que datan de tiempos remotos, pero las noticias más antiguas sobre la Montezuma Española en La Villa de Los Santos nos la refiere Don Ernesto J. Castillero cuando habla de representaciones en Guararé en 1915 y las referencias sobre estas danzas que daba Narciso Garay en su obra “Tradiciones y Cantares” donde mencionaba:
“estos entremeses se representaban en el atrio o en el coro, como ocurría entre nosotros hasta hace pocos años con la danza de Montezuma, prohibida entonces desde la episcopalía de Monseñor Vásquez, según es fama entre los ancianos de La Villa que recuerdan las representaciones adentro de la iglesia”.
Estas pueden ser las más remotas informaciones que se conocen sobre las danzas en La Villa de Los Santos, pero cuando hablamos de la danza de la Montezuma Española de La Villa de Los Santos, nos referimos a un tipo de “zarzuela” dramática, que narra cantada, la lucha entre las tropas de Hernán Cortez y los indios liderizados por el Emperador Montezuma, donde el mismo se entrega a la merced de los españoles, ante una resistencia noble y digna, quienes le perdonan su adversidad en la corte del Rey Carlos V de España.
Esta versión de la conquista de México que aparece en La Villa de Los Santos ha sido producto de un sincretismo de muchos aspectos, a lo que se le han añadido dejes muy panameños como el baile de “el punto”, entre otros. Julio Arosemena Moreno le denomina “La Montezuma Española Panameña”.
Los aspectos que más caracterizan a la misma y allí concordamos con Arosemena Moreno cuando habla de ingredientes de esta manifestación, a saber:
1. La danza de la Montezuma Española contiene en su texto literario alabanzas a Dios por parte de los indios y de los españoles, muestra clara de total intención religiosa o catequista de la misma.
“Entremos Juntitos
al Templo de Dios,
a hacer reverencias
a Nuestro Señor”
2. En la acción guerrera, no existe una mayor agresión de combate puesto que se danza y la prisión del “crisolito” es muy fácil.
3. La Danza se resuelve en el perdón ya que Hernán Cortez libera al Rey Montezuma:
“Quítenle los grillos
denle libertad
que reine en España
hoy la claridad”
Constituye entonces la Danza de la Montezuma de La Villa de Los Santos, una amalgama de elementos producto de una dinámica que inició como endoculturación y que finalizó como folklorización donde los elementos ya descritos del texto literario, sumados a la interpretación misma, a los cantos, la música en sí, los instrumentos, la indumentaria, los aderezos y los hechos que encierra esta danza, le dan características especiales que en La Villa de Los Santos se han mantenido con el correr del tiempo y su evolución ha sido producto de la suma de elementos que el mismo pueblo ha ido aportando a esta manifestación que hoy día se mantiene vigente únicamente en La Villa de Los Santos.

### Danza del Torito
Existen bailes y danzas que reflejan una relación directa con la faena que los pobladores de una comunidad realizan. En la agricultura por ejemplo, hay bailes y danzas que tienen que ver con siembras, cosechas, entre otras. En el caso de Panamá, se conocen bailes en Chiriquí que tienen que ver con faenas “la molienda de caña” y existen también los llamados “tambores de faena”. En todo el istmo panameño existen representaciones que tienen que ver con la vaquería, dando cabida a bailes sobre “toreo”, tambores como “la vaca colorá” y otros.
En La Villa de Los Santos una de las danzas que tiene relación con el trabajo es precisamente la que representa la faena del vaqueo. Existe desde tiempos remotos una danza que representa la faena del ganadero. Un grupo de vaqueros campesinos ataviados con “mantos” multicolores que danzan ante la embestida de un toro representado por un “armatoste” de madera y tela.
Si buscamos los orígenes de esta danza, muy poca información existe de esta, puesto que la tradición oral no se ha ocupado de cómo nació, si no que se ha encargado sólo de transmitirla. La participación de esta danza en el Corpus Christi y la relación que tenga con el festejo litúrgico es difícil de descifrar, ya que en nada alude a lo religioso y su presencia en estas celebraciones. Responde entonces a la fuerza de lo popular, lo vernacular que persiste a través de los años.
La Danza del Torito es una representación de la faena cotidiana del campesino. Julio Arosemena se refiere en relación con esto: “Los representantes son personas que a diario representan el papel de peones vaqueros. Esta actividad es su modus vivendi. Razón por la cual, el proceso de identificación de funciones da como resultado que el danzante represente en escena su propia vida”
La composición musical de esta danza mantiene un pito y un tambor, como instrumentos que dan como resultado un ritmo melodioso acompañado de coplas, salomas y voces onomatopéyicas. El ritmo presenta dos (2) variantes, una lenta y otra parte más rápida. Los personajes más representativos son el mayoral o jefe del grupo y la Doña que representa a una mujer acompañados del grupo de vaqueros y el animal (El Torito). La indumentaria es explícita del trabajo y puede decirse de esta danza que es el valor de lo folclórico en una comunidad que se identifica con ellos que lo conserva.
La Danza del Torito aparece en las festividades del Corpus Christi en la madrugada del Día de Corpus, ya que en la noche anterior, la víspera, los pobladores han trasnochado y al acercarse los albores del nuevo día se va en busca del Torito, danzando por todo el pueblo.
Definitivamente no encontramos una relación religiosa – litúrgica, como la tienen las otras danzas, pero sí podemos asegurar, que esta manifestación se ha incorporado de una manera espontánea y funcional a la comunidad como un elemento folclórico en todo su haber. La Danza del Torito de la Villa de Los Santos, representa una de las más puras representaciones del folclore, ya que su representación común solicitada es un baluarte que forma parte de este Patrimonio Cultural que afloran durante las festividades del Corpus Christi.

### Danzas de las Enanas
Las celebraciones del Corpus Christi se iniciaron con un sentido litúrgico–catequista en diversos lugares de la América Colonial. Con el correr de los años se han incorporado elementos que hoy día ya forman parte de estas manifestaciones propias de la festividad donde la dinámica cultural, ha impuesto sus reglas y precisamente por el por el carácter que asumió el Corpus Christi en sus inicios de ofrecer representaciones teatrales, la comunidad creyó pertinente seguir presentando sus manifestaciones en esta fechas o durante el ciclo que incluye el Corpus Christi.
Algunas danzas cuyos inicios y orígenes están íntimamente ligados a las festividades del Corpus se mantuvieron presentándose en los templos, en los atrios, en las plazas y en las calles. Otras que no precisamente mantienen vínculos con las enseñanzas religiosas, por instinto popular y colectivo fueron siendo recreadas en estas fechas y algunas fueron creadas posteriormente para ser representadas en Corpus (Montezuma Cabezona). De toda la amalgama de danzas que hoy día persisten en el tiempo, algunas han ido incorporándose a la tradición y mantienen vigencia actual en celebraciones.
Las primeras informaciones sobre la utilización de oficios de indios en la procesión de Corpus Christi en México, señaló claramente la presencia de danzas de gigantes en la misma. El caso de la manifestación que se da en Panamá conocida como Danza de Las Enanas, antagoniza con esta danza de gigantes al igual con los gigantes que hoy día mantienen vigencia en Guatemala. La participación de estos elementos, sin duda alguna, poseen orígenes muy remotos que en la actualidad no han sido esclarecidos y que requieren estudios especializados para ello. Existe una versión que tiene relación directa con el texto literario de la danza, pero que aún no ha sido comprobada, de que en tiempos de la colonia, se trajeron pigmeos del África para las tareas de buscar oro en los lugares de difícil acceso, ya que el pequeño tamaño de estos hombrecitos facilitaba tal gestión. Más adelante estos hombrecitos fueron llamados “enanos”.
Y surge esta representación burlesca y fantástica que denota gran ingenio y creatividad, donde la jocosidad tiene un toque que distingue a nuestra idiosincrasia.
Lo que se conoce en La Villa de Los Santos como Danzas de las Enanas, es el resultado de un trabajo de investigación y reactivación de la Asociación Rescate de Danzas “Miguel Leguízamo” ya que se obtuvieron noticias de la existencia de estas danzas que precisamente Don Miguelito Leguízamo manifestaba que en 1917, bajo la dirección de Virgilio Cedeño, recuerda una de las apariciones de estas Danzas de las Enanas en la festividades de Corpus Christi. Más adelante presentó en 1922 el propio Miguelito la danza en La Villa, logrando representaciones muy recordadas en el Paraninfo de la Universidad de Panamá y de la misma, el Ballet Folclórico Nacional del INAC, realizó una Proyección Folclórica bajo las direcciones de Héctor Hooper y José (Pepe) Sarsanedas.
Los componentes de la danza tales como la música, es ejecutada con violín y guitarra al ritmo de lo que nuestros informantes denominaron como un danzonete. Su coreografía no dista del esquema característico de las danzas de Corpus Christi y bailan en paseo, ofreciendo un parlamento en individual en forma de verso. La indumentaria refleja una gran creatividad y representa una empollerada de tamaño mínimo con una alegre cara y trenzas largas en su cabeza un cono lleno de adornos, flores y colores vistosos, en un armatoste. El texto literario contiene gran riqueza y variedad enunciando por ejemplo:
“Del África hemos venido
de los pigmeos, de neutras tierras
a bailar esta danza
alegres y complacido”
“Yo soy la más chiquitita
que se me ganar el pan
con aprecio y con afán
les doy mi linda boquita”
En la labor de investigación y reactivación que rescató esta Danza, el significativo aporte de Doña Elida Viuda de Leguízamo, de Miguel Leguízamo (hijo) y otros familiares del desaparecido folklorista, sirvieron como marco referencial en la conservación, promoción y difusión de la misma. Cabe destacar la participación imprevista de las señoras Aurora Díaz y Yili Huertas, quienes contribuyeron a que esta danza se presentara y se mostrara a la comunidad, que por más de cincuenta (50) años no había podido disfrutar de este Patrimonio Cultural.

### Danza del Zaracundé o Cuenecué
Se le conoce como Danza del Cuenecué, Negros Bozales y Zaracundé. Su presencia en las festividades del Corpus Christi responde claramente a una trasposición que Miguel Leguízamo realizó, cuando incorporó esta danza que en realidad es propia del Carnaval, a las festividades del Corpus. Tratando de establecer los orígenes de la misma, la antropóloga panameña, Dra. Reyna Torres de Araúz, señala en sus escritos sobre “La Danza de los Cuenecué: Folclore Afro Americano en Azuero”, la presencia de este grupo negroide incrustada en lugares con una definida población hispano – indígena, le relaciona inmediatamente con la institución colonial de la época.
“Era una danza propia del martes de carnaval y era bailada por individuos racialmente negros o tal vez por mulatos o zambos. La presencia del grupo racial negroide en esta zona caracterizado por el grupo humano hispano indígena se explica por la institución colonial de la esclavitud”
La Dra. Reyna Torres de Araúz cita a Manuel Fernando Zárate en su obra "Tambor y Socavón", donde señala que la organización o hermandad congo cuya existencia fue real y que hoy día es un simbolismo, tenga relación directa con la danza del Zaracundé.
Continúa diciendo, que en La Villa de Los Santos sus informantes le dijeron que salían “los zaracundé” de la Plaza de Jesús de la Calle Abajo y que en su visita a este lugar la misma tenía casi cuarenta (40) años de no representarse.
Haciendo un análisis del texto literario en su contenido, esta danza narra la huida de los negros bozales, esclavos o cimarrones hacia la montaña, ya que eran víctimas de maltrato y esclavitud en los tiempos de la colonia.
La estructura musical está basada en el toque de un solo tambor que acompañado del canto de un solista donde responde un coro de voces. A este solista o “cantalante” se le denomina el jefe y su nombre es Pajarité. La indumentaria de la danza consta de hojas secas de plátano que forman un faldón con una pechera y máscara del mismo material, llevan un “motete” llenos de calabazos y la presencia de una mujer que antiguamente fue representado por un hombre es muy característica de esta danza, a la cual se le denomina Mamán Grande.

#### Danza de los Gallotes o los Gallinazos
Tratando de establecer los orígenes de esta danza, nos señaló el principal informante de ella, Don Ildefonso Berraz, que la danza provenía de Portobelo, en la provincia de Colón. Para los albores de 1923 se introdujo en la festividad de Corpus Christi donde participan Rafael Plicet, Juan Rivera y Arsenio (Teño) Córdoba. Entre ellos se le consideraría entonces como un trasplante folclórico.
La trama principal es satírica y cómica puesto que proviene de un caso o historia donde “se encontraba un día un gallote o gallinazo en su vuelo de rutina buscando algo para comer y encontró en un potrero un burro que parecía muerto y que este gallote veía como una buena presa en respuesta al hambre que profesaba en ese instante. Se lanzó el gallote sobre el burro y picó como acostumbra a cualquier animal.
Al picotazo en el recto, la reacción del burro fue bañarle la cara al gallote con excremento, puesto que no estaba muerto, si no que el burro dormitaba una siesta. A esta situación ese gallote juró y prometió que nunca más picaría el recto a un animal, sin antes picotearle el ojo y determinar si está muerto o simplemente duerme”. De este caso – promesa, surge toda una trama que representa a una bandada de gallotes, listos para comerse una presa y el burro, que no está muerto y duerme. Al final llega un cazador con su perro, quienes ahuyentan a estas aves de rapiña y escrito en una forma de “tercerilla” que refleja la moraleja central de la trama, dice:
“Juro, juro y perjuro
primero picaré el ojo
y luego picaré el culo”
La Asociación Rescate de Danzas Miguel Leguízamo de La Villa de Los Santos, investigó esta danza, realizó algunos estudios y reactivó la misma, como un rescate que llevó la reaparición de la misma en las fiestas de Corpus Christi. Los componentes musicales de la Danza de los Gallotes los constituye un ritmo de “paseo” que un acordeón, tambor y caja amenizan, Por otro lado, la indumentaria de la danza consta de un mameluco negro al que se le han adaptado telas en colgantes en las mangas que simulan alas, medias y zapatos negros con una máscara de gallote. Para los personajes como el pichón, la noneca, y el rey de los Gallotes existen colores de telas muy representativas, mientras que el burro simula el animal en su vestido y el calzado viste como un campesino.

#### Mojigangas y Parrampanes
Tal y como señalamos anteriormente, el término de mojiganga se conoce desde tiempos remotos en toda América como una de las formas de teatro existentes en España desde 1580. Las mojigangas y los parrampanes que participan en estas celebraciones del Corpus Christi en La Villa de Los Santos, no tienen características de representación con parlamento, ya que consisten en una satírica forma de crítica en forma de bailes. No se les denomina como una danza, más bien es un grupo de bailarines enmarcados que representan a personajes de la vida común del pueblo, a los cuales a través de formas grotescas y bailes satíricos se le hacen críticas. Estos personajes en tiempos remotos podían ser, el alcalde, el Cura del Pueblo, una pareja en matrimonio, etc. Las mojigangas representan a personajes femeninos y los parrampanes a personajes masculinos, que acompañados por ritmos típicos de acordeón, caja, tambor y churucas ejecutando música popular y típica, realizan los danzantes gestos y contorsiones que simulan exageraciones del personaje que se está criticando. Con el correr del tiempo esta manifestación ha sido modificada y es una de las de mayor impacto en la comunidad en el Corpus Christi. Cabe señalar que esta manifestación es la única que no entra a la iglesia en la Misa de Corpus, por considerarla como indigna y vulgar.

#### Personajes Especiales
En las celebraciones del Corpus Christi , en lo relacionado al aporte tradicional que han hecho los propios pobladores que puede tomar su calificativo de folclórico, se han incorporado personajes que forman parte ya de la tradición popular, Estos se han incrustado como elementos indiscutibles que han agregado características especiales, sobre todo a la celebración pagana.
EL CHIVO
Este personaje representa a alguien que por su naturaleza es muy esquivo. La característica principal del mismo, consiste en que la indumentaria es de uso común, ropa de diario donde una máscara confeccionada de cuero y alambres simulan al chivo animal muy común en la región. Este simpático personaje corre por las calles durante las celebraciones paganas y asusta a los participantes, pero en especial se le acerca a las mujeres “majándolas” de una forma muy discretas ya que es un juego burlesco y simple donde el chivo escoge a quien majar.
LA MONA
Este personaje tiene mucha similitud con el chivo, aunque la particularidad especial es que utiliza un fustillo viejo de diablico, una vejiga de mano, y una máscara vieja. Se podría decir que utiliza los desechos de un diablico sucio y ahuyenta a los participantes en un juego gracioso, corriendo por las calles tratando de amedrentar a los visitantes.
Sin duda alguna todo ese legado de tradiciones que encierran de lo religioso a lo folclórico, es un Patrimonio que La Villa de Los Santos, guarda con recelo único y que consideramos como una herencia para nuestras generaciones futuras y que se convierten en los elementos que perfilan la nacionalidad de la República de Panamá.